# Stefan Hecht

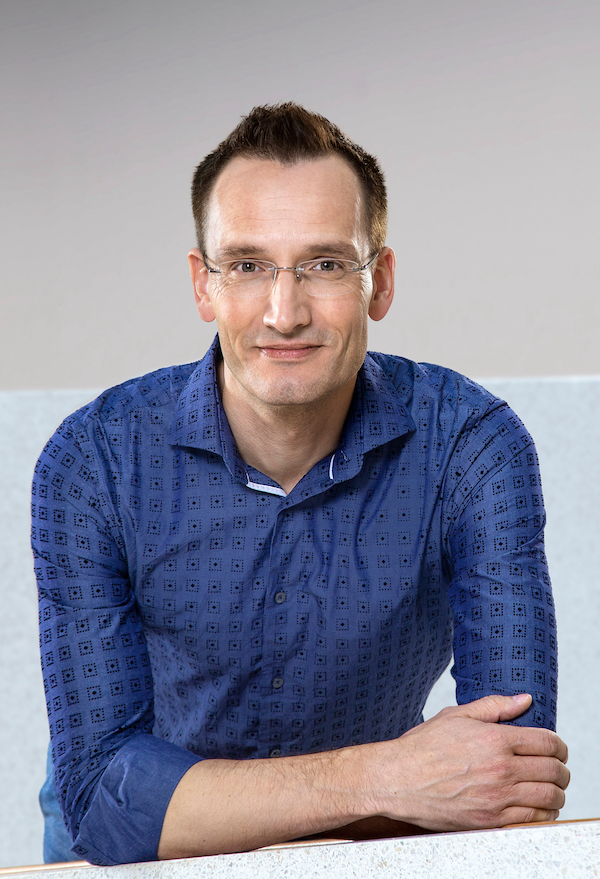
Stefan Hecht (2020)

Stefan Hecht (* 6. Januar 1974 in Berlin) ist ein deutscher Chemiker.

## Leben
Stefan Hecht wurde 1974 in Ost-Berlin geboren. Er studierte Chemie von 1992 bis 1997 an der Humboldt-Universität zu Berlin und der University of California, Berkeley, wo er bei William G. Dauben seine Diplomarbeit über „New Mechanistic Insight into the Lumiketone Rearrangement – Wavelength-Dependent Photochemistry of 4-Methoxybicyclo[3.1.0]hex-3-en-2-ones“ anfertigte. Im Anschluss an sein Chemie-Diplom an der Humboldt-Universität promovierte er von 1997 bis 2001 in der Arbeitsgruppe von Jean Fréchet an der University of California, Berkeley, mit einer Dissertation über „Synthesis and Application of Functional Branched Macromolecules – From Site Isolation and Energy Harvesting to Catalysis“.
Nach seiner Rückkehr nach Deutschland baute Hecht ab Herbst 2001 als einer der ersten Sofja-Kovalevskaja-Preisträger seine unabhängige Arbeitsgruppe zunächst als Nachwuchsgruppenleiter an der Freien Universität Berlin und ab 2005 als Gruppenleiter am Max-Planck-Institut für Kohlenforschung in Mülheim an der Ruhr auf. Im Herbst 2006 wurde er als damals jüngster W3-Professor für Chemie in Deutschland und Inhaber des Lehrstuhls für Organische Chemie und funktionale Materialien an die Humboldt-Universität zu Berlin berufen. Vom Sommer 2019 bis Ende 2022 war er wissenschaftlicher Direktor des DWI – Leibniz-Institut für Interaktive Materialien in Aachen, verbunden mit der Leitung des Lehrstuhls für Makromolekulare Chemie an der RWTH Aachen. Seit dem Herbst 2022 ist er Einstein-Professor an der Humboldt-Universität zu Berlin und Gründungsdirektor des Center for the Science of Materials Berlin (CSMB).
Hecht ist Mitbegründer der xolo GmbH, die seit 2019 die Xolographie als neuartige volumetrische 3D-Drucktechnologie entwickelt und vermarktet.
Er ist verheiratet und Vater von zwei erwachsenen Töchtern.

## Werk
Hecht ist Synthese-Chemiker, dessen Forschungsinteressen von der makromolekularen und supramolekularen Materialchemie über Photochemie und Elektrochemie bis hin zu Oberflächen- und Grenzflächenphänomenen reichen. Besonderer Fokus seiner Arbeiten liegt auf der Entwicklung von photoschaltbaren Molekülen zur optischen Kontrolle von physikalischen, chemischen und biologischen Prozessen und deren Anwendung in Materialien, (opto)elektronischen Bauelementen und der additiven Fertigung.
Zusammen mit Leonhard Grill hat Hecht mit der „On-Surface Polymerization“ eine neuartige Methode zur Präzisionssynthese von 1D- und 2D-Nanostrukturen, wie molekularen Drähten, Graphenbändern und Netzwerken, entwickelt.
Hecht hat auf dem Gebiet der Photochromie viel beachtete Beiträge geleistet, wobei er die Eigenschaften molekularer Photoschalter maßgeblich verbessert und diese für verschiedene Anwendungen nutzbar gemacht hat. So konnte er u. a. Azobenzole im elektrischen Feld gezielt adressieren bzw. mittels Elektronen/Loch-Katalyse effizient schalten, ortho-Fluorazobenzole als ausschließlich mit sichtbarem Licht schaltbare und thermisch stabile Schalter etablieren, extrem ermüdungsresistente Diarylethene sowie Photoschalter auf Basis von Acylhydrazonen und Indigos entwickeln und Dihydropyrene mit Ein-Photonen-NIR-Anregung maßschneidern. Seine Photoschalter ermöglichen die Kontrolle und das Treiben von diversen Prozessen, u. a. Faltung, Reaktivität, Katalyse, von Materialien, u. a. Selbstheilung, und Detektion sowie von Bauelementen, u. a. Transistoren, Memories, Displays, und Aktoren.
Zusammen mit Martin Regehly ist er Erfinder der Xolographie. Bei der Xolographie handelt es sich um ein volumetrisches 3D-Druckverfahren, welches die schnelle Fertigung von komplexen Objekten und ganzen Systemen mit hoher Präzision (Auflösung) und hoher Materialqualität (homogenes Material mit glatten Oberflächen) direkt im Volumen ermöglicht. Die Technik und deren Anwendung zur additiven Fertigung in verschiedenen Bereichen wird im Startup-Unternehmen xolo GmbH, dessen Mitgründer er ist, entwickelt.

## Wissenschaftliche Auszeichnungen
- 2022: Einstein-Professur der Einstein Stiftung Berlin
- 2021: Mitglied der European Academy of Sciences[36]
- 2020: Fellow der Max Planck School „Matter to Life“
- 2020: Mitglied der Deutschen Akademie der Technikwissenschaften
- 2020: Mitglied der Academia Europaea[37]
- 2012: Starting Grant (Consolidator Phase) of the European Research Council (ERC)
- 2010: Klung-Wilhelmy-Weberbank-Preis in Chemie
- 2005: ADUC Habilitandenpreis der Gesellschaft Deutscher Chemiker
- 2004: MIT Technology Review Top 100 Young Innovator Award
- 2002: Sofja Kovalevskaja-Preis der Alexander von Humboldt-Stiftung
- 1994–1997: Stipendiat der Studienstiftung des deutschen Volkes
- 1993: Jugend forscht, Landessieger und Preisträger beim Bundeswettbewerb
- 1991: Jugend forscht, Landessieger